# Grand Hotel Jönköping

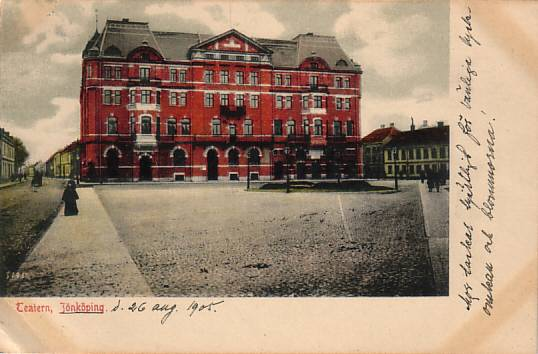
Grand Hotel Jönköping na pocztówce z 1905 r.

Grand Hotel Jönköping – jeden z najstarszych hoteli w Jönköping, otwarty w 1905 roku. Znajduje się przy Hovrättstorget, placu z najstarszymi budynkami w Jönköping.
Hotel mieści się w budynku chronionym kulturowo, wraz z teatrem Jönköping.